# فهرست پرفروش‌ترین بازی‌های ویدئویی پلی‌استیشن

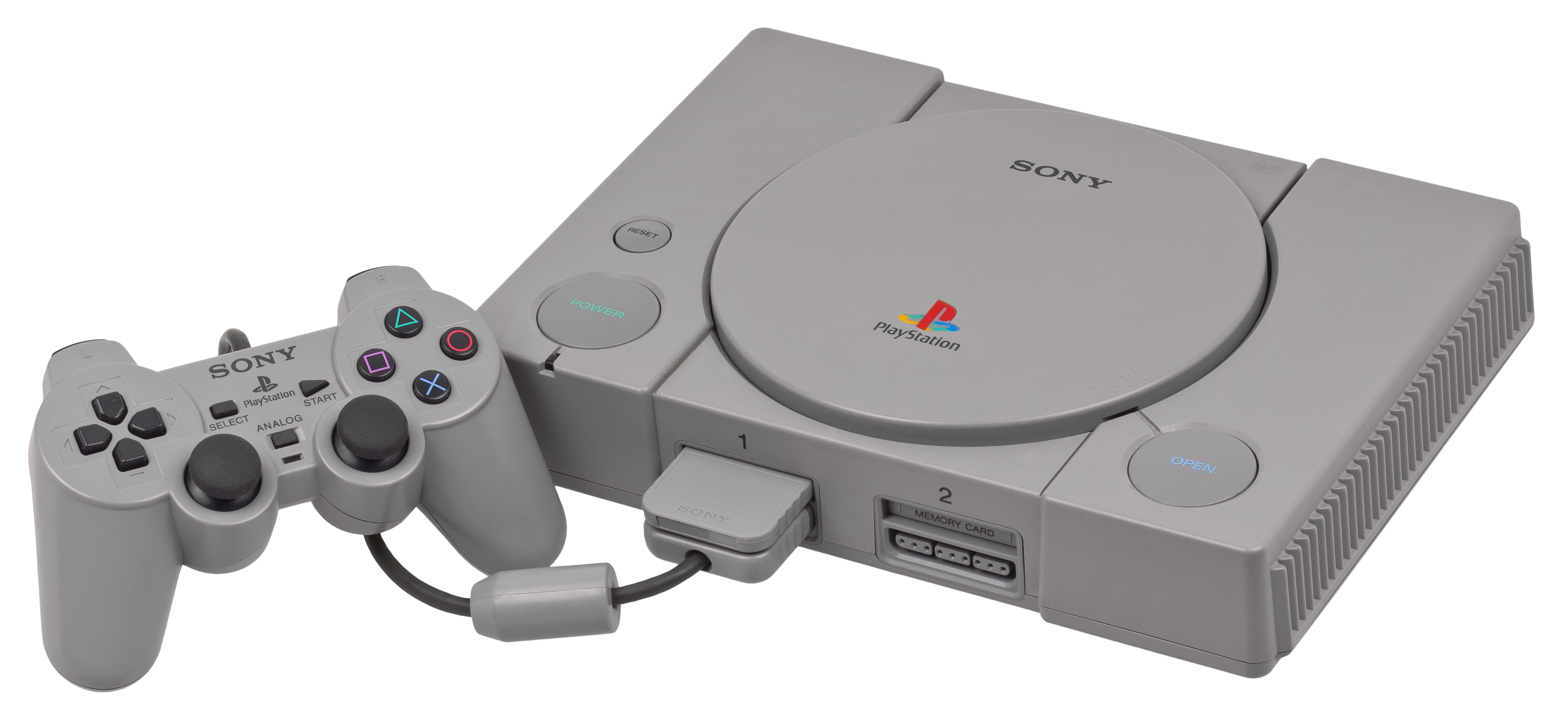
پلی‌استیشن اولیه همراه با کنترل دوال‌شاک.

این فهرست شامل پرفروش‌ترین بازی‌های کنسول بازی ویدئویی پلی‌استیشن می‌باشد که حداقل یک میلیون نسخه به فروش رفته یا روانه بازار شده باشد. پرفروش‌ترین بازی کنسول پلی‌استیشن گرن توریسمو است. گرن توریسمو یک بازی ویدئویی در سبک شبیه‌سازی مسابقه‌ای است که توسط پولی‌فونی دیجیتال توسعه یافته و به‌وسیلهٔ سونی کامپیوتر انترتینمنت در ۲۳ دسامبر ۱۹۹۷ منتشر شد و توانست ۱۰٬۸۵ میلیون نسخه در سراسر جهان به فروش برساند. دومین بازی پرفروش فاینال فانتزی ۷ (۱۹۹۷) از شرکت اسکوئر است که بیش از ۱۰ میلیون نسخه به فروش رساند. در رتبه‌های بعدی گرن توریسمو ۲ با ۹٬۳۷ میلیون نسخه در رتبه سوم، فاینال فانتزی ۸ با ۸٬۶ میلیون نسخه در رتبه چهارم، و تکن ۳ نیز ۸٬۳ میلیون نسخه فروش در رتبه پنجم قرار دارد.

## فهرست
| عنوان بازی                                  | توسعه‌دهنده(ها)                             | ناشر(ها)                                                                      | تاریخ انتشار     | تعداد نسخه فروش رفته | پانویس        |
| ------------------------------------------- | ------------------------------------------ | ----------------------------------------------------------------------------- | ---------------- | -------------------- | ------------- |
| گرن توریسمو                                 | پولی‌فونی دیجیتال                           | سونی کامپیوتر انترتینمنت                                                      | دسامبر ۲۳, ۱۹۹۷  | ۱۰٬۸۵۰٬۰۰۰           | [ ۱ ]         |
| فاینال فانتزی ۷                             | اسکوئر                                     | - JP: اسکوئر - ج: سونی کامپیوتر انترتینمنت                                    | ژانویه ۳۱, ۱۹۹۷  | ۱۰٬۰۲۲٬۲۲۸           | [ ب ]         |
| گرن توریسمو ۲                               | پولی‌فونی دیجیتال                           | سونی کامپیوتر انترتینمنت                                                      | دسامبر ۱۱, ۱۹۹۹  | ۹٬۳۷۰٬۰۰۰            | [ ۱ ]         |
| فاینال فانتزی ۸                             | اسکوئر                                     | - JP/منطقه پال: اسکوئر - آمریکای شمالی: اسکوئر الکترونیک آرتس                 | فوریه ۱۱, ۱۹۹۹   | ۸٬۶۰۰٬۰۰۰            | [ ۷ ]         |
| تکن ۳                                       | نامکو                                      | - JP/آمریکای شمالی: نامکو - اروپا: سونی کامپیوتر انترتینمنت                   | مارس ۲۶, ۱۹۹۸    | ۸٬۳۰۰٬۰۰۰            | [ ۲ ]         |
| هری پاتر و سنگ جادو                         | آرگونات گیمز                               | الکترونیک آرتس                                                                | نوامبر ۱۵, ۲۰۰۱  | ۸٬۰۰۰٬۰۰۰            | [ ۸ ]         |
| کراش باندیکوت ۲: بازگشت انتقام‌جویانه کورتکس | ناتی داگ                                   | سونی کامپیوتر انترتینمنت                                                      | نوامبر ۵, ۱۹۹۷   | ۷٬۵۸۰٬۰۰۰            | [ ۹ ] [ پ ]   |
| کراش باندیکوت ۳: کژیدگی                     | ناتی داگ                                   | سونی کامپیوتر انترتینمنت                                                      | اکتبر ۳۱, ۱۹۹۸   | ۷٬۱۳۰٬۰۰۰            | [ ۹ ]         |
| مهاجم مقبره                                 | کور دیزاین                                 | آیدوس                                                                         | اکتبر ۲۵, ۱۹۹۶   | ۷٬۱۰۰٬۰۰۰            | [ ۱۲ ]        |
| متال گیر سالید                              | کونامی                                     | کونامی                                                                        | سپتامبر ۳, ۱۹۹۸  | ۷٬۰۰۰٬۰۰۰            | [ ۱۳ ]        |
| کراش باندیکوت                               | ناتی داگ                                   | سونی کامپیوتر انترتینمنت                                                      | سپتامبر ۹, ۱۹۹۶  | ۶٬۸۲۰٬۰۰۰            | [ ۹ ]         |
| مهاجم مقبره ۲                               | کور دیزاین                                 | آیدوس اینتراکتیو                                                              | اکتبر ۳۱, ۱۹۹۷   | ۶٬۸۰۰٬۰۰۰            | [ ۱۲ ]        |
| مهاجم مقبره ۳                               | کور دیزاین                                 | آیدوس اینتراکتیو                                                              | نوامبر ۲۰, ۱۹۹۸  | ۵٬۹۰۰٬۰۰۰            | [ ۱۲ ]        |
| رزیدنت ایول ۲                               | کپ‌کام                                      | - JP/آمریکای شمالی: کپ‌کام - منطقه پال: ویرجین اینتراکتیو                      | ژانویه ۲۱, ۱۹۹۸  | 5,770,000            | [ ث ]         |
| تکن ۲                                       | نامکو                                      | - JP/آمریکای شمالی: نامکو - اروپا: سونی کامپیوتر انترتینمنت                   | مارس ۲۹, ۱۹۹۶    | ۵٬۷۰۰٬۰۰۰            | [ ۱۶ ]        |
| فاینال فانتزی ۹                             | اسکوئر                                     | - JP/منطقه پال: اسکوئر - آمریکای شمالی: اسکوئر الکترونیک آرتس                 | ژوئیه ۷, ۲۰۰۰    | ۵٬۵۰۰٬۰۰۰            | [ ۱۷ ]        |
| رزیدنت ایول                                 | کپ‌کام                                      | - JP/آمریکای شمالی: کپ‌کام - منطقه پال: ویرجین اینتراکتیو                      | مارس ۲۲, ۱۹۹۶    | 5,080,000            | [ ۱۴ ]        |
| اسپایرو اژدها                               | اینسامنیاک گیمز                            | سونی کامپیوتر انترتینمنت                                                      | سپتامبر ۹, ۱۹۹۸  | ۴٬۸۳۲٬۱۴۵            | [ ۱۸ ]        |
| مهاجم مقبره: آخرین الهام                    | کور دیزاین                                 | آیدوس اینتراکتیو                                                              | نوامبر ۱۵, ۱۹۹۹  | ۴٬۷۰۰٬۰۰۰            | [ ۱۲ ]        |
| دراگون کوئست ۷                              | هارتبیت                                    | انیکس                                                                         | اوت ۲۶, ۲۰۰۰     | ۴٬۱۱۰٬۰۰۰            | [ ۱۹ ]        |
| ریمن                                        | یوبی‌سافت مون‌پلیه                           | یوبی‌سافت                                                                      | سپتامبر ۱, ۱۹۹۵  | ۴٬۰۰۰٬۰۰۰            | [ ۲۰ ]        |
| کراش تیم ریسینگ                             | ناتی داگ                                   | سونی کامپیوتر انترتینمنت                                                      | اکتبر ۱۹, ۱۹۹۹   | ۴٬۰۰۰٬۰۰۰            | [ ۹ ]         |
| آدورلد: ادیسه ایب                           | آدورلد اینهبیتنتز                          | - ج: جی‌تی اینتراکتیو - JP: سافت‌بنک                                            | سپتامبر ۱۹, ۱۹۹۷ | ۳٬۵۰۰٬۰۰۰            | [ ۲۱ ]        |
| اسکیت‌باز حرفه‌ای تونی هاک                    | نورسافت                                    | اکتیویژن                                                                      | اوت ۳۱, ۱۹۹۹     | ۳٬۵۰۰٬۰۰۰            | [ ۲۲ ]        |
| رزیدنت ایول ۳: نمسیس                        | کپ‌کام                                      | - JP/آمریکای شمالی: کپ‌کام - منطقه پال: آیدوس اینتراکتیو                       | سپتامبر ۲۲, ۱۹۹۹ | ۳٬۵۰۰٬۰۰۰            | [ ۱۴ ]        |
| اسپایرو ۲: خشم ریپتو!                       | اینسامنیاک گیمز سرنی گیمز                  | سونی کامپیوتر انترتینمنت                                                      | نوامبر ۲, ۱۹۹۹   | ۳٬۴۵۱٬۰۶۴            | [ ۱۸ ]        |
| Frogger                                     | گوریلا کمبریج                              | هسبرو اینتراکتیو                                                              | سپتامبر ۳۰, ۱۹۹۷ | ۳٬۳۷۰٬۰۰۰            | [ ۱۰ ]        |
| اسپایرو: سال اژدها                          | اینسامنیاک گیمز                            | سونی کامپیوتر انترتینمنت                                                      | اکتبر ۲۴, ۲۰۰۰   | ۳٬۲۸۳٬۰۷۷            | [ ۱۸ ]        |
| درایور                                      | یوبی‌سافت رفلکشنز                           | جی‌تی اینتراکتیو                                                               | ژوئن ۳۰, ۱۹۹۹    | ۳٬۲۲۰٬۰۰۰            | [ ۱۰ ]        |
| اسکیت‌باز حرفه‌ای تونی هاک ۲                  | نورسافت                                    | اکتیویژن                                                                      | سپتامبر ۲۰, ۲۰۰۰ | ۳٬۱۵۰٬۰۰۰            | [ ۱۰ ] [ ۲۳ ] |
| Croc: Legend of the Gobbos                  | آرگونات سافتور                             | - ج: فاکس اینتراکتیو - JP: مدیاکوئست                                          | سپتامبر ۲۹, ۱۹۹۷ | ۳٬۰۰۰٬۰۰۰            | [ ۲۴ ]        |
| درایور ۲                                    | یوبی‌سافت رفلکشنز                           | اینفوگرمز                                                                     | نوامبر ۱۳, ۲۰۰۰  | ۲٬۸۵۰٬۰۰۰            | [ ۱۰ ] [ ۲۳ ] |
| یو-گی-او خاطرات ممنوعه                      | کونامی                                     | کونامی                                                                        | دسامبر ۹, ۱۹۹۹   | ۲٬۵۱۰٬۸۰۴            | [ چ ]         |
| داینو کرایسیس                               | کپ‌کام                                      | - ج: کپ‌کام - منطقه پال: Virgin Interactive                                    | ژوئیه ۱, ۱۹۹۹    | ۲٬۴۰۰٬۰۰۰            | [ ۱۴ ]        |
| Namco Museum Vol. 3                         | نامکو                                      | نامکو سونی کامپیوتر انترتینمنت                                                | ژوئن ۲۱, ۱۹۹۶    | ۲٬۳۸۸٬۷۵۸            | [ ح ]         |
| Everybody's Golf                            | Camelot Software Planning                  | سونی کامپیوتر انترتینمنت                                                      | ژوئیه ۱۷, ۱۹۹۷   | ۲٬۳۵۹٬۵۱۱            | [ د ]         |
| تاکتیک‌های فاینال فانتزی                     | اسکوئر                                     | - JP: اسکوئر - آمریکای شمالی: سونی کامپیوتر انترتینمنت                        | ژوئن ۲۰, ۱۹۹۷    | ۲٬۲۷۰٬۰۰۰            | [ ۱۹ ]        |
| Air Combat                                  | نامکو                                      | نامکو                                                                         | ژوئن ۳۰, ۱۹۹۵    | ۲٬۲۳۰٬۰۰۰            | [ ۲۸ ]        |
| WWF War Zone                                | Iguana West                                | Acclaim Entertainment                                                         | ژوئیه ۱۴, ۱۹۹۸   | ۲٬۲۰۰٬۰۰۰            | [ ۱۰ ]        |
| اسکیت‌باز حرفه‌ای تونی هاک ۳                  | شابا گیمز                                  | اکتیویژن                                                                      | اکتبر ۲۹, ۲۰۰۱   | ۲٬۱۱۰٬۰۰۰            | [ ۱۰ ] [ ۲۹ ] |
| مورتال کامبت: تریلوژی                       | آوالانچه سافت‌ور                            | - آمریکای شمالی: میدوی گیمز - اروپا: جی‌تی اینتراکتیو - JP: سافت‌بنک            | اکتبر ۱۰, ۱۹۹۶   | ۲٬۰۱۰٬۰۰۰            | [ ۱۰ ]        |
| Derby Stallion                              | ParityBit                                  | اسکی کورپوریشن                                                                | ژوئیه ۱۷, ۱۹۹۷   | ۲٬۰۰۰٬۰۰۰            | [ ۱۱ ]        |
| سایلنت هیل                                  | کونامی (تیم سایلنت)                        | کونامی                                                                        | ژانویه ۳۱, ۱۹۹۹  | ۲٬۰۰۰٬۰۰۰            | [ ۳۰ ]        |
| Frogger 2: Swampy's Revenge                 | Blitz Games                                | Hasbro Interactive                                                            | سپتامبر ۲۱, ۲۰۰۰ | ۲٬۰۰۰٬۰۰۰            | [ ۳۱ ]        |
| پارازیت ایو                                 | اسکوئر                                     | اسکوئر                                                                        | مارس ۲۹, ۱۹۹۸    | ۱٬۹۴۰٬۰۰۰            | [ ۱۹ ]        |
| WWF SmackDown!                              | Yuke's                                     | - ج: تی‌اچ‌کیو - JP: Yuke's                                                     | مارس ۲, ۲۰۰۰     | ۱٬۹۳۵٬۷۵۹            | [ ذ ]         |
| WWF SmackDown! 2: Know Your Role            | Yuke's                                     | - ج: THQ - JP: Yuke's                                                         | نوامبر ۲۱, ۲۰۰۰  | ۱٬۹۱۵٬۸۵۸            | [ ر ]         |
| کراش بش                                     | یوروکام سرنی گیمز                          | سونی کامپیوتر انترتینمنت                                                      | نوامبر ۶, ۲۰۰۰   | ۱٬۹۰۰٬۰۰۰            | [ ۱۰ ] [ ۲۳ ] |
| مرد عنکبوتی                                 | نورسافت                                    | اکتیویژن                                                                      | اوت ۳۰, ۲۰۰۰     | ۱٬۸۵۰٬۰۰۰            | [ ۱۰ ] [ ۲۳ ] |
| Namco Museum Vol. 1                         | نامکو                                      | نامکو سونی کامپیوتر انترتینمنت                                                | نوامبر ۲۲, ۱۹۹۵  | ۱٬۸۱۷٬۷۸۶            | [ ز ]         |
| Tetris Plus                                 | ناتسومه                                    | - ج: Jaleco - اروپا: JVC Music Europe                                         | سپتامبر ۶, ۱۹۹۶  | ۱٬۷۷۰٬۰۰۰            | [ ۱۰ ]        |
| سایفون فیلتر                                | آیدتیک                                     | استودیوهای ۹۸۹ سونی کامپیوتر انترتینمنت                                       | فوریه ۱۷, ۱۹۹۹   | ۱٬۷۵۰٬۰۰۰            | [ ۱۰ ]        |
| فلز درهم‌تنیده ۲                             | SingleTrac سونی اینتراکتیو استودیو آمریکا  | سونی کامپیوتر انترتینمنت                                                      | اکتبر ۳۱, ۱۹۹۶   | ۱٬۷۴۰٬۰۰۰            | [ ۱۰ ]        |
| تکن                                         | نامکو                                      | - JP/آمریکای شمالی: نامکو - اروپا: سونی کامپیوتر انترتینمنت                   | مارس ۳۱, ۱۹۹۵    | ۱٬۷۲۸٬۵۵۶            | [ ژ ] [ س ]   |
| ۰۰۷: فردا هرگز نمی‌میرد                      | بلک آپس انترتینمنت                         | الکترونیک آرتس مترو گلدوین مایر                                               | نوامبر ۱۶, ۱۹۹۹  | ۱٬۷۲۰٬۰۰۰            | [ ۱۰ ] [ ۲۳ ] |
| جنون سرعت ۳: تعقیب شدید                     | الکترونیک آرتس کانادا                      | الکترونیک آرتس                                                                | مارس ۲۵, ۱۹۹۸    | ۱٬۷۰۰٬۰۰۰            | [ ۱۰ ]        |
| PaRappa the Rapper                          | نانا آن-شا                                 | سونی کامپیوتر انترتینمنت                                                      | دسامبر ۶, ۱۹۹۶   | ۱٬۶۸۴٬۳۹۸            | [ ش ]         |
| مدال افتخار                                 | دریم ورکس اینتراکتیو                       | الکترونیک آرتس                                                                | اکتبر ۳۱, ۱۹۹۹   | ۱٬۶۴۰٬۰۰۰            | [ ۱۰ ] [ ۳۴ ] |
| Everybody's Golf 2                          | کلاپ هانز                                  | سونی کامپیوتر انترتینمنت                                                      | ژوئیه ۲۹, ۱۹۹۹   | ۱٬۵۹۸٬۴۸۲            | [ ض ]         |
| Arc the Lad                                 | G-Craft Winds                              | سونی کامپیوتر انترتینمنت                                                      | ژوئن ۳۰, ۱۹۹۵    | ۱٬۵۸۷٬۲۵۳            | [ ۲۶ ]        |
| Madden NFL 99                               | ئی‌ای تایبرون                               | ای‌ای اسپورتس                                                                  | ژوئیه ۳۱, ۱۹۹۸   | ۱٬۵۰۰٬۰۰۰            | [ ۱۰ ]        |
| A Bug's Life                                | ترولرز تیلز                                | سونی کامپیوتر انترتینمنت                                                      | نوامبر ۱۸, ۱۹۹۸  | ۱٬۵۰۰٬۰۰۰            | [ ۱۰ ]        |
| Legacy of Kain: Soul Reaver                 | کریستال داینامیکس                          | آیدوس اینتراکتیو                                                              | اوت ۱۶, ۱۹۹۹     | ۱٬۵۰۰٬۰۰۰            | [ ۳۵ ]        |
| کرونو کراس                                  | اسکوئر                                     | اسکوئر                                                                        | نوامبر ۱۸, ۱۹۹۹  | ۱٬۵۰۰٬۰۰۰            | [ ۱۹ ]        |
| Madden NFL 2000                             | ئی‌ای تایبرون                               | ای‌ای اسپورتس                                                                  | ژوئیه ۳۱, ۱۹۹۹   | ۱٬۴۸۰٬۰۰۰            | [ ۱۰ ]        |
| NFL GameDay 98                              | استودیوهای ۹۸۹                             | سونی کامپیوتر انترتینمنت                                                      | ژوئیه ۳۱, ۱۹۹۷   | ۱٬۴۷۰٬۰۰۰            | [ ۱۰ ]        |
| Ridge Racer                                 | نامکو                                      | نامکو                                                                         | دسامبر ۳, ۱۹۹۴   | ۱٬۴۶۸٬۵۰۷            | [ ط ]         |
| Rugrats: Search for Reptar                  | ان اسپیس                                   | تی‌اچ‌کیو                                                                       | اکتبر ۳۱, ۱۹۹۸   | ۱٬۴۶۰٬۰۰۰            | [ ۱۰ ]        |
| اتومبیل‌دزدی بزرگ ۲                          | دی‌ام‌ای دیزاین                              | راک‌استار گیمز                                                                 | اکتبر ۲۵, ۱۹۹۹   | ۱٬۴۵۰٬۰۰۰            | [ ۱۰ ] [ ۲۳ ] |
| Cool Boarders 3                             | دک ناین                                    | استودیوهای ۹۸۹ سونی کامپیوتر انترتینمنت                                       | سپتامبر ۳۰, ۱۹۹۸ | ۱٬۴۳۰٬۰۰۰            | [ ۱۰ ]        |
| سایفون فیلتر ۲                              | آیدتیک                                     | استودیوهای ۹۸۹ سونی کامپیوتر انترتینمنت                                       | مارس ۱۴, ۲۰۰۰    | ۱٬۴۲۰٬۰۰۰            | [ ۱۰ ]        |
| Dance Dance Revolution                      | کونامی                                     | کونامی                                                                        | آوریل ۱۰, ۱۹۹۹   | ۱٬۴۰۵٬۰۴۸            | [ ظ ]         |
| مهاجم مقبره: تاریخچه                        | کور دیزاین                                 | آیدوس اینتراکتیو                                                              | نوامبر ۱۷, ۲۰۰۰  | ۱٬۴۰۰٬۰۰۰            | [ ۱۲ ]        |
| جنون سرعت: مخاطره بزرگ                      | الکترونیک آرتس کانادا                      | الکترونیک آرتس                                                                | مارس ۱, ۱۹۹۹     | ۱٬۳۹۰٬۰۰۰            | [ ۱۰ ]        |
| The Legend of Dragoon                       | استودیو ژاپن                               | سونی کامپیوتر انترتینمنت                                                      | دسامبر ۲, ۱۹۹۹   | ۱٬۳۱۵٬۲۴۰            | [ ع ]         |
| Pac-Man World                               | نامکو                                      | - ج: نامکو - اروپا: سونی کامپیوتر انترتینمنت                                  | اکتبر ۱۲, ۱۹۹۹   | ۱٬۳۱۰٬۵۱۸            | [ غ ]         |
| Jet Moto 2                                  | SingleTrac سونی اینتراکتیو استودیوز آمریکا | سونی کامپیوتر انترتینمنت                                                      | اکتبر ۳۱, ۱۹۹۷   | ۱٬۳۱۰٬۰۰۰            | [ ۱۰ ]        |
| WCW Nitro                                   | Inland Productions                         | تی‌اچ‌کیو                                                                       | ژانویه ۳۱, ۱۹۹۸  | ۱٬۳۰۰٬۰۰۰            | [ ۱۰ ]        |
| فلز درهم‌تنیده ۳                             | استودیوهای ۹۸۹                             | استودیوهای ۹۸۹ سونی کامپیوتر انترتینمنت                                       | اکتبر ۳۱, ۱۹۹۸   | ۱٬۲۹۰٬۰۰۰            | [ ۱۰ ]        |
| Jet Moto                                    | SingleTrac سونی اینتراکتیو استودیوز آمریکا | سونی کامپیوتر انترتینمنت                                                      | اکتبر ۳۱, ۱۹۹۶   | ۱٬۲۷۰٬۰۰۰            | [ ۱۰ ]        |
| Spec Ops: Stealth Patrol                    | Zombie Studios Runecraft                   | تیک-تو اینتراکتیو TalonSoft                                                   | ژوئن ۵, ۲۰۰۰     | ۱٬۲۷۰٬۰۰۰            | [ ۱۰ ]        |
| Madden NFL 98                               | ئی‌ای تایبرون                               | ای‌ای اسپورتس                                                                  | ژوئیه ۳۱, ۱۹۹۷   | ۱٬۲۵۰٬۰۰۰            | [ ۱۰ ]        |
| Dragon Quest IV                             | هارتبیت                                    | انیکس                                                                         | نوامبر ۲۲, ۲۰۰۱  | ۱٬۲۳۲٬۰۷۱            | [ ۲۶ ]        |
| Tenchu: Stealth Assassins                   | اکوایر                                     | - JP: سونی میوزیک انترتینمنت - ج: اکتیویژن                                    | فوریه ۲۶, ۱۹۹۸   | ۱٬۲۳۰٬۶۷۵            | [ ف ]         |
| Battle Arena Toshinden                      | Tamsoft                                    | - JP/آمریکای شمالی: تاکارا کو - آمریکای شمالی/اروپا: سونی کامپیوتر انترتینمنت | ژانویه ۱, ۱۹۹۵   | ۱٬۲۲۹٬۵۷۵            | [ ق ]         |
| SaGa Frontier                               | اسکوئر                                     | - JP: اسکوئر - آمریکای شمالی: سونی کامپیوتر انترتینمنت                        | ژوئیه ۱۱, ۱۹۹۷   | ۱٬۲۱۳٬۱۲۴            | [ ک ]         |
| Cool Boarders 2                             | UEP Systems                                | - JP: UEP Systems - آمریکای شمالی/اروپا: سونی کامپیوتر انترتینمنت             | اوت ۲۸, ۱۹۹۷     | ۱٬۲۱۰٬۰۰۰            | [ ۱۰ ]        |
| Xenogears                                   | اسکوئر                                     | اسکوئر                                                                        | فوریه ۱۱, ۱۹۹۸   | ۱٬۲۰۹٬۴۷۹            | [ گ ]         |
| داینو کرایسیس ۲                             | کپ‌کام                                      | - ج: کپ‌کام - اروپا: ویرجین اینتراکتیو                                         | سپتامبر ۱۳, ۲۰۰۰ | ۱٬۲۰۰٬۰۰۰            | [ ۱۴ ]        |
| Monopoly                                    | گرملین اینتراکتیو                          | Hasbro Interactive                                                            | نوامبر ۶, ۱۹۹۷   | ۱٬۱۹۰٬۰۰۰            | [ ۱۰ ]        |
| Arc the Lad II                              | ARC Entertainment                          | سونی کامپیوتر انترتینمنت                                                      | نوامبر ۱۱, ۱۹۹۶  | ۱٬۱۸۳٬۹۹۵            | [ ۳۸ ]        |
| Chocobo's Mystery Dungeon                   | اسکوئر دیجیتال مدیا لب                     | اسکوئر                                                                        | دسامبر ۲۲, ۱۹۹۷  | ۱٬۱۶۵٬۷۹۶            | [ ۲۶ ]        |
| Ace Combat 3: Electrosphere                 | نامکو                                      | نامکو                                                                         | مه ۲۷, ۱۹۹۹      | ۱٬۱۶۴٬۰۰۰            | [ ۲۸ ]        |
| NASCAR 98                                   | Stormfront Studios                         | ای‌ای اسپورتس                                                                  | نوامبر ۱۷, ۱۹۹۷  | ۱٬۱۶۰٬۰۰۰            | [ ۱۰ ]        |
| NBA Live 98                                 | EA Canada                                  | ای‌ای اسپورتس                                                                  | نوامبر ۳۰, ۱۹۹۷  | ۱٬۱۵۰٬۰۰۰            | [ ۱۰ ]        |
| Devil Dice                                  | Shift                                      | - JP/اروپا: سونی کامپیوتر انترتینمنت - آمریکای شمالی: تی‌اچ‌کیو                 | ژوئن ۱۸, ۱۹۹۸    | ۱٬۱۴۰٬۶۰۹            | [ ل ]         |
| NASCAR 99                                   | Stormfront Studios                         | ای‌ای اسپورتس                                                                  | سپتامبر ۲۸, ۱۹۹۸ | ۱٬۱۴۰٬۰۰۰            | [ ۱۰ ]        |
| Tales of Destiny                            | Wolf Team                                  | نامکو                                                                         | دسامبر ۲۳, ۱۹۹۷  | ۱٬۱۳۹٬۰۰۰            | [ ۴۰ ]        |
| NFL GameDay 99                              | استودیوهای ۹۸۹                             | استودیوهای ۹۸۹ سونی کامپیوتر انترتینمنت                                       | ژوئیه ۳۱, ۱۹۹۸   | ۱٬۱۲۰٬۰۰۰            | [ ۱۰ ]        |
| I.Q.: Intelligent Qube                      | G-Artists شوگر اند راکتز                   | سونی کامپیوتر انترتینمنت                                                      | ژانویه ۳۱, ۱۹۹۷  | ۱٬۱۱۳٬۲۸۸            | [ م ]         |
| beatmania                                   | کونامی                                     | کونامی                                                                        | اکتبر ۱, ۱۹۹۸    | ۱٬۱۰۰٬۰۰۰            | [ ۱۱ ]        |
| Derby Stallion 99                           | ParityBit                                  | ASCII Corporation                                                             | سپتامبر ۳۰, ۱۹۹۹ | ۱٬۱۰۰٬۰۰۰            | [ ۱۱ ]        |
| Star Ocean: The Second Story                | tri-Ace                                    | - JP: انیکس - آمریکای شمالی/اروپا: سونی کامپیوتر انترتینمنت                   | ژوئیه ۳۰, ۱۹۹۸   | ۱٬۰۹۴٬۰۰۰            | [ ۴۱ ]        |
| ایس کامبت ۲                                 | نامکو                                      | نامکو                                                                         | مه ۳۰, ۱۹۹۷      | ۱٬۰۹۲٬۰۰۰            | [ ۲۸ ]        |
| 2Xtreme                                     | استودیوهای ۹۸۹                             | سونی کامپیوتر انترتینمنت                                                      | نوامبر ۶, ۱۹۹۶   | ۱٬۰۹۰٬۰۰۰            | [ ۱۰ ]        |
| پارازیت ایو ۲                               | اسکوئر                                     | اسکوئر                                                                        | دسامبر ۱۶, ۱۹۹۹  | ۱٬۰۹۰٬۰۰۰            | [ ۱۹ ]        |
| فلز درهم‌تنیده                               | SingleTrac استودیوهای ۹۸                   | سونی کامپیوتر انترتینمنت                                                      | نوامبر ۵, ۱۹۹۵   | ۱٬۰۸۰٬۰۰۰            | [ ۱۰ ]        |
| Test Drive 5                                | Pitbull Syndicate                          | اکولید                                                                        | سپتامبر ۳۰, ۱۹۹۸ | ۱٬۰۸۰٬۰۰۰            | [ ۱۰ ]        |
| فلز درهم‌تنیده ۴                             | استودیوهای ۹۸۹                             | سونی کامپیوتر انترتینمنت                                                      | اکتبر ۳۱, ۱۹۹۹   | ۱٬۰۸۰٬۰۰۰            | [ ۱۰ ]        |
| باب‌اسفنجی شلوارمکعبی:سوپر اسفنج             | کلایمکس استودیوز                           | تی‌اچ‌کیو                                                                       | نوامبر ۵, ۲۰۰۱   | ۱٬۰۷۰٬۰۰۰            | [ ۱۰ ]        |
| R4: Ridge Racer Type 4                      | نامکو                                      | - JP/آمریکای شمالی: نامکو - اروپا: سونی کامپیوتر انترتینمنت                   | دسامبر ۳, ۱۹۹۸   | ۱٬۰۵۷٬۰۹۱            | [ ن ]         |
| Arc the Lad II                              | اسکوئر انیکس Winds                         | سونی کامپیوتر انترتینمنت                                                      | نوامبر ۱, ۱۹۹۶   | ۱٬۰۴۰٬۰۰۰            | [ ۱۱ ]        |
| Densha de Go!                               | تایتو                                      | تایتو                                                                         | دسامبر ۱۸, ۱۹۹۷  | ۱٬۰۴۰٬۰۰۰            | [ ۱۱ ]        |
| Dance Dance Revolution 2nd ReMix            | کونامی                                     | کونامی                                                                        | اوت ۲۶, ۱۹۹۹     | ۱٬۰۳۲٬۰۸۵            | [ ۲۶ ]        |
| NFL GameDay                                 | استودیوهای ۹۸۹                             | سونی کامپیوتر انترتینمنت                                                      | نوامبر ۱۹۹۵      | ۱٬۰۰۰٬۰۰۰            | [ ۴۲ ]        |
| Monster Rancher                             | تکمو                                       | تکمو                                                                          | ژوئیه ۲۴, ۱۹۹۷   | ۱٬۰۰۰٬۰۰۰            | [ ۴۳ ]        |
| فایتینگ فورس                                | کور دیزاین                                 | آیدوس اینتراکتیو                                                              | اکتبر ۳۱, ۱۹۹۷   | ۱٬۰۰۰٬۰۰۰            | [ ۴۴ ]        |
| Colin McRae Rally                           | کدمسترز                                    | کدمسترز                                                                       | ژوئیه ۱۹۹۸       | ۱٬۰۰۰٬۰۰۰            | [ ۴۵ ]        |
| Simple 1500 Series Vol. 1: The Mahjong      | Chat Noir Success                          | د ۳ پابلیشر                                                                   | اکتبر ۲۲, ۱۹۹۸   | ۱٬۰۰۰٬۰۰۰            | [ ۱۱ ]        |
| مبارز خیابانی آلفا ۳                        | کپ‌کام                                      | کپ‌کام                                                                         | دسامبر ۲۳, ۱۹۹۸  | ۱٬۰۰۰٬۰۰۰            | [ ۱۴ ]        |
| WCW/nWo Thunder                             | Inland Productions                         | تی‌اچ‌کیو                                                                       | دسامبر ۳۱, ۱۹۹۸  | ۱٬۰۰۰٬۰۰۰            | [ ۴۶ ]        |
| NBA Live 2000                               | الکترونیک آرتس کانادا                      | ای‌ای اسپورتس                                                                  | اکتبر ۳۱, ۱۹۹۹   | ۱٬۰۰۰٬۰۰۰            | [ ۱۰ ]        |
| Dancing Stage Party Edition                 | کونامی                                     | کونامی                                                                        | نوامبر ۱۵, ۲۰۰۲  | ۱٬۰۰۰٬۰۰۰            | [ ۴۷ ]        |